# Joel Villanueva
Joel Villanueva (Bocaue, 2 augustus 1975) is een Filipijns politicus en voormalig basketballer. Villanueva werd in 2016 gekozen in de Senaat van de Filipijnen. Eerder was hij van 2002 tot 2010 lid van het Filipijns Huis van Afgevaardigden. Voor zijn politieke carrière was Villanueva basketballer. Hij speelde onder meer voor het Filipijnse nationaal basketbalteam.

## Biografie
Joel Villanueva werd geboren op 2 augustus 1975 in Bocaue, in de Filipijnse provincie Bulacan. Hij is het tweede kind van vier van Eddie Villanueva en Adoracion Villanueva. Villanueva studeerde aan de University of Santo Tomas, waar hij in 1996 afstudeerde met een Bachelor of Science-diploma. Aansluitende studeerde hij van 1996 tot 1998 bedrijfskunde aan Harvard in de Verenigde Staten. Tijdens zijn studententijd in de Filipijnen speelde Villanueva basketbal voor het universiteitsteam, de UST Growling Tigers. Met dat team won hij in 1994 en 1995 tweemaal het kampioenschap van de UAAP. Villanueva maakt ook deel uit van het Filipijnse nationaal basketbalteam dat in 1994 deelnam aan de eerste kampioenschapstoernooi van de SEABA (Zuidoostaziatische basketbal associatie).
Bij de verkiezingen van 2001 werd Villanueva als partij-lijst afgevaardigde gekozen namens Citizens' Battle Against Corruption in het Filipijns Huis van Afgevaardigden. Zijn installatie als afgevaardigde vond echter pas elf maanden na de verkiezingen plaats door controverse rondom de Citizens' Battle Against Corruption, die werd gezien als religieuze sekte. Op het moment van zijn installatie was Villanueva de jongste afgevaardigde. Bij de verkiezingen van 2004 en die van 2007 werd hij herkozen waardoor zijn termijn als afgevaardigde in 2010 na drie opeenvolgende termijn ten einde kwam.
In 2010 werd Villanueva door president Benigno Aquino III benoemd tot baas van de Technical Education and Skills Development Authority (TESDA). Hij was er onder meer verantwoordelijk voor het Shoot for your dream-programma waarbij Filipijnse basketbalsterren exhibitie-wedstrijden speelden. Ook Villanueva zelf speelde mee. Op 9 october 2015 diende hij vooruitlopende op zijn deelname aan de senaatsverkiezingen van 2016 zijn ontslag in als baas van TESDA.
Bij de verkiezingen van 2016 werd Villanueva voor een termijn van zes jaar gekozen in de Senaat van de Filipijnen. Hij eindigde op de tweede plaats en won zo een van de twaalf beschikbare zetels. Enkele maanden na zijn aantreden als senator beval de Filipijnse ombudsman Conchita Carpio-Morales dat Villanueva uit zijn functie moest werd gezet, vanwege vermeend misbruik van 10 miljoen peso overheidsgeld. Villanueva zelf ontkende het misbruik. Op 5 december 2016 stemden zijn collega-senatoren echter voor zijn aanblijven, met als reden dat de ombudsman geen zeggenschap had over gekozen leden van de Senaat.

## Privéleven
Joel Villanueva is getrouwd en kreeg samen met zijn vrouw een zoon en een dochter